# Андреян (монах)
Андреян или Андриан (1701—1768) — старообрядческий монах, отколовшийся от филипповского согласия.

## Биография
Андреян родился в городе Ярославле в 1701 году, происходил из мещан.
Жил и путешествовал в окрестностях Ярославля. Здесь же Андреян, «грубый буквалист», пропагандировал своё учение, которое, в отличие от прежде существовавших, но смутных и отрывочных направлений, было возведено им в степень догмата. Эта деятельность монаха относится к середине XVIII века. Отделившись от филипповского толка, основал одну из сект странников, которая получила название «андреяновщины». Её главный догмат — странствование ради Христа и уклонение от распоряжений власти, причём последняя рассматривается как олицетворение Антихриста.
В 1780-х годах мудрствования Андреяна окончательно утвердил своими сочинениями Евфимий, который образовал значительную секту бегунов сопелковского согласия.
Андреян умер в 1768 году.
Старовер поморского согласия П. Любопытный, автор «Исторического словаря… староверческой церкви», в статье об Андреяне охарактеризовал последнего так:
Человек был самонравный, непокорного духа и глубокого суеверия, выдумщик и учредитель в черни явной нелепости, зломудрия и безобразия…, славившийся довольно в толпе пустосвятов и невежд.